# Johann Joachim Ewald
Johann Joachim Ewald (* 1727 in Spandau; † nach 1762 verschollen) war ein deutscher Dichter.

## Leben
Er begann als Hofmeister eines jungen Edelmanns, der in Frankfurt (Oder) studierte, lebte dann eine Zeit lang zu Potsdam im Umgang mit Ewald Christian von Kleist, wurde 1757 Hofmeister beim Erbprinzen von Hessen-Darmstadt und darmstädtischer Hofrat.
Er ging später angeblich nach Rom und starb nach einigen Quellen dort als Kartäusermönch. Nach anderen Quellen soll er nach 1762 in Italien, Tunis oder Algier verschollen sein. Ein Teil der Familie war nach Pennsylvania ausgewandert. Ob seine Spuren eher dort zu suchen sind, ist nicht bekannt. Nach ihm ist ein Weg in Berlin-Spandau benannt.

## Werke
In seinen Epigrammen überrascht eine für diese frühe Zeit bemerkenswerte Feinheit des Ausdrucks. Seine Lieder und Sinngedichte erschienen anonym zu Berlin 1757 (3. Auflage von K. H. Jördens, das. 1791).